# Sylvester Saxtorph
 Der er for få eller ingen kildehenvisninger i denne artikel, hvilket er et problem. Du kan hjælpe ved at angive troværdige kilder til de påstande, som fremføres i artiklen.

Johan Sylvester Peter Saxtorph (født 18. marts 1851 på Frihedslund ved Kalundborg, død 27. marts 1934) var en dansk læge. Han var sønnesøn af konferensråd Johan Sylvester Saxtorph.
Dimitteret fra Aarhus Skole 1870 tog han lægeeksamen 1877, kastede sig som kandidat på Frederiks Hospital (1879-81) særlig over kirurgiske studier, hvilke han dernæst førte videre på studierejser med hovedophold i Paris til specialstudium af urinorganernes sygdomme, var 1882-84 reservekirurg på Frederiks Hospital, erhvervede sig 1886 den medicinske doktorgrad ved en afhandling om "den moderne Lithoklastik", udfoldede derefter en meget påskønnet virksomhed som privatdocent i klinisk kirurgi, overtog 1889 ledelsen af den kirurgiske afdeling ved poliklinikken for ubemidlede og 1890 den kirurgiske overlægepost ved Sankt Josephs Hospital. I 1894 erholdt han professortitelen, 1899 udnævntes han til overkirurg ved Kommunehospitalets afdeling V 1899—1911, hvorefter han bosatte sig i Paris. Han var Dr. jur. h. c. ved Edinburghs Universitet og medlem af en række udenlandske videnskabelige selskaber. Talrige kirurgiske afhandlinger, navnlig omhandlende hans særlige specialitet, urinorganernes sygdomme, foreligge fra hans hånd i tidsskrifterne, derimellem omfangsrige afhandlinger i Medicinsk Aarsskrift, hvori han 1889 indtrådte som medredaktør.